# Восстание на Ред-Ривере

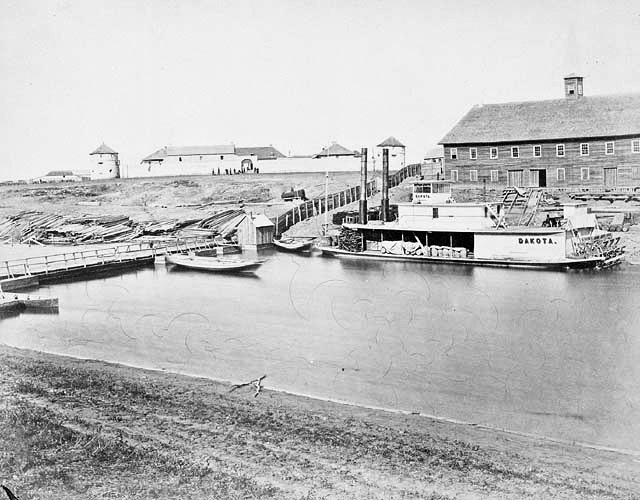
Форт-Гарри в 1871 году

Восстание на Ред-Ривере — восстание канадских метисов под предводительством Луи Риэля.
К середине XIX века большую часть территории современной Манитобы контролировала Компания Гудзонова залива. В то же время её территория бессистемно заселялась охотниками и колонистами из восточноканадских областей, прежде всего из франкоязычного Квебека, которые активно смешивались с местным индейским населением. Ко времени образования доминиона Канада (1867 г.) в бассейне реки Ред-Ривер сложилось уникальное фактически самоуправляющееся этнополитическое сообщество. Из 7000 населения западных территорий около 5000 обитали в районе Форта-Гарри на р. Ред-Ривер. Большинство населения составляли метисы (потомки индейцев и белых), хотя сюда перебрались и некоторые жители Онтарио в ожидании, что эти земли будут присоединены к Канаде. Здесь же проживали немногочисленные торговцы из города Сент-Пол (шт. Миннесота). Живя долгое время на территории, фактически находившейся под властью Компании Гудзонова залива, метисы, как англо- так и франкоязычные, создали свою особую культуру и хозяйство, в основе которого лежала сезонная охота на бизонов и земледелие. Население Ред-Ривер считало себя новым народом, отличающимся и от канадцев, и от американцев, и всячески сопротивлялась попыткам Оттавы включить этот район в состав доминиона без согласия местного населения. В 1869 году сопротивление возглавил франкоязычный метис Луи Риэль.

## Ход восстания

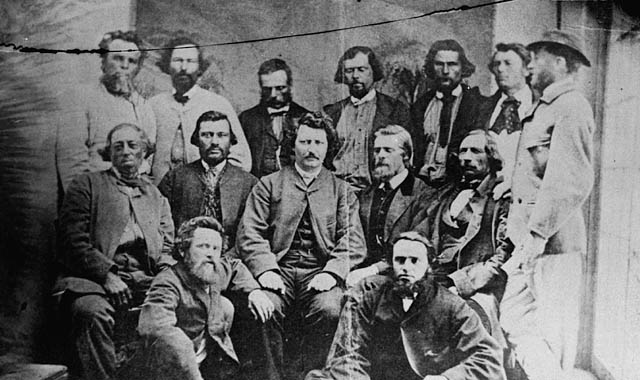
Временное правительство метисов Манитобы

После образования объединённой Канады, важным направлением деятельности правительства нового государства было присоединение западных земель. В 1869 году, после долгих и сложных переговоров правительства доминиона, во главе с лидером Либерально-консервативной партии Джоном Мак-Дональдом, и правления Компании Гудзонова залива, — была разработана процедура передачи доминиону западных территорий. Компания Гудзонова залива уступила Канаде монополию на торговлю на Северо-Западных территориях и права на Землю Принца Руперта (бассейн Гудзонова залива) за 300 тыс. фунтов стерлингов. Однако компания сохраняла за собой более 45 тыс. акров (18 000 га) земли на Западе. Весь северо-запад временно оставался в распоряжении британского правительства, которое должно было передать эту территорию Канаде после завершения административных формальностей. Сделка была оформлена как смена владельца недвижимостью, при этом территориальные и имущественные права местных метисов и индейцев не были учтены.
В том же 1869 году первым губернатором Северо-Западных территорий был назначен уроженец Торонто Вильям Мак-Дугалл. На земли метисов и индейцев прибыли землемеры для разбивки области на участки. В ответ жители района Ред-Ривер 11 октября изгнали землемеров и чиновников, а 16 октября 1869 года создали «Национальный комитет метисов». Луи Риэль был выбран его секретарём, а Джон Брюс (John Bruce) — президентом 2 ноября 1869 года метисы, во главе с Риэлем, захватили Форт-Гарри. Комитет выработал «Перечень прав» для передачи центральному канадскому правительству в Оттаве. Он выдвинул идею создания в рамках доминиона провинции Ассинобойа.
Метисы не позволили отряду Макдугалла, следовавшему через США, вступить на свою территорию. 2 ноября 1869 года отряд Амбруаза Лепена (Ambroise-Dydime Lépine) оттеснил Мак-Дугалла в пределы Дакоты.
Однако, не все поселенцы территории были согласны с политикой Риэля и его последователей, некоторые англоязычные жители выступили с оружием против временного правительства. 17 февраля 1870 года сторонники правительства Риэля арестовали 48 человек вблизи Форта-Гарри. Оранжист Томас Скотт, один из арестованных, который относился к восставшим с презрением и высокомерием и был обвинён в преднамеренном убийстве франкоязычного метиса, был расстрелян 4 марта по личному указанию Риэля, остальные были помилованы.
Действия Риэля вызвали бурную и неоднозначную реакцию в восточной Канаде. Франкоканадцы видели в нём защитника французской культуры и католической веры на западе, тогда как англоязычные жители Онтарио считали его преступником. В марте временное правительство провинции отправило в Оттаву делегацию. Переговоры прошли успешно и ряд требований метисов федеральное правительство было вынуждено принять. Макдональд пошёл на компромисс, направив военную экспедицию для подавления восстания (после того, как оно уже закончилось) и в то же время удовлетворив большинство требований, выставлявшихся повстанцами.
В 1870 году канадским парламентом был принят Закон о Манитобе, провозглашавший создание новой провинции (а не территории) Манитоба, включавшей бассейн реки Ред-Ривер. В провинции устанавливался равный статус для французского и английского языков и предусматривалось учреждение школ для католиков и протестантов. Метисам Манитобы выделялась в качестве разового пожалования земля (всего 1,4 млн акров), и за ними признавалось право на участки, которые они занимали до размежевания.